# Aphaenogaster gonacantha
Aphaenogaster gonacantha är en myrart som först beskrevs av Carlo Emery 1899.  Aphaenogaster gonacantha ingår i släktet Aphaenogaster och familjen myror. Inga underarter finns listade i Catalogue of Life.

## Bildgalleri

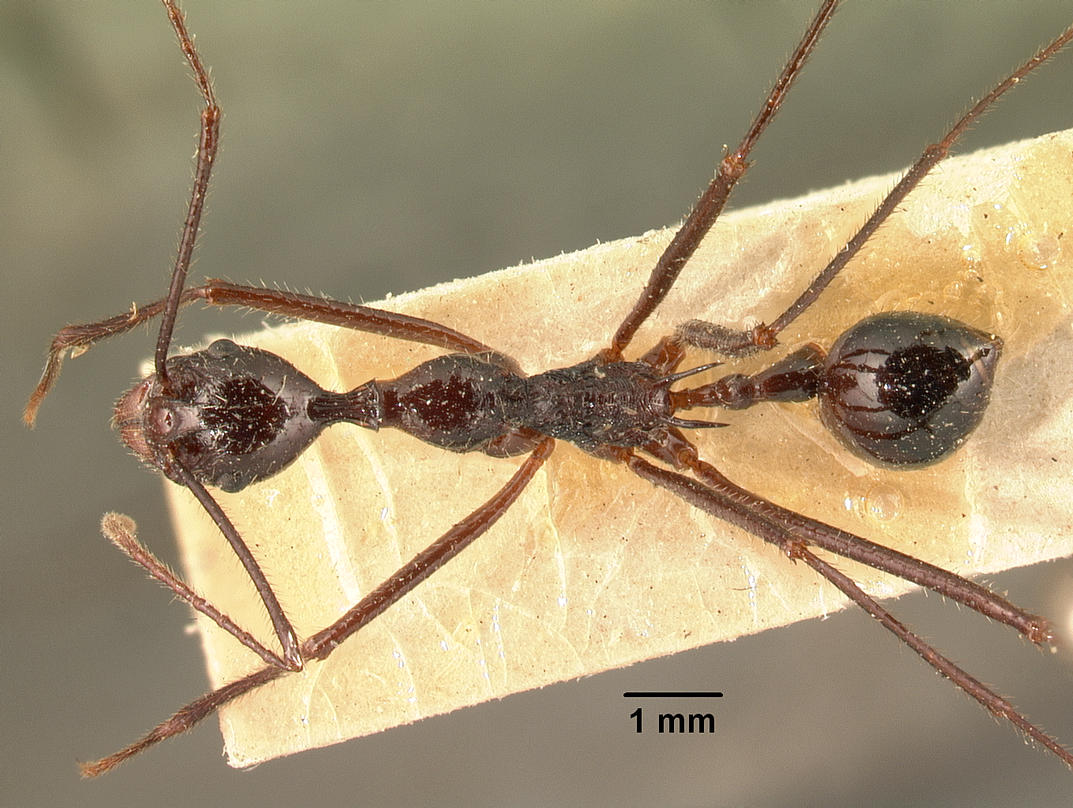
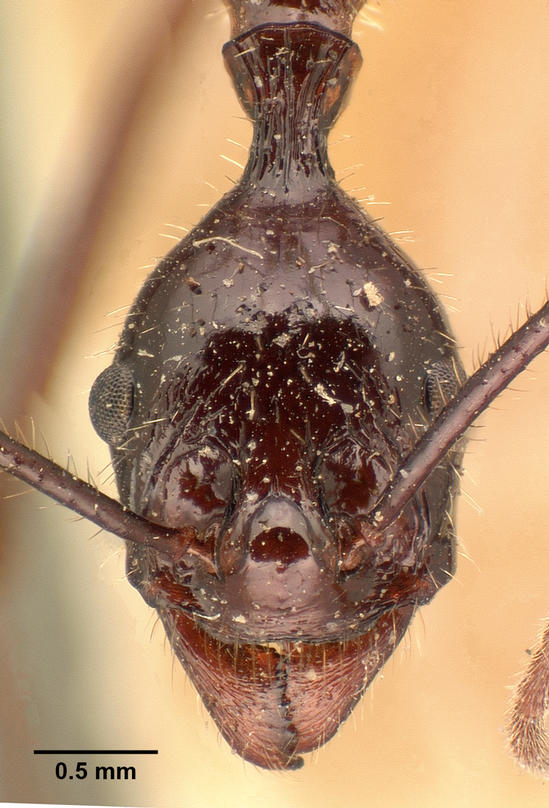
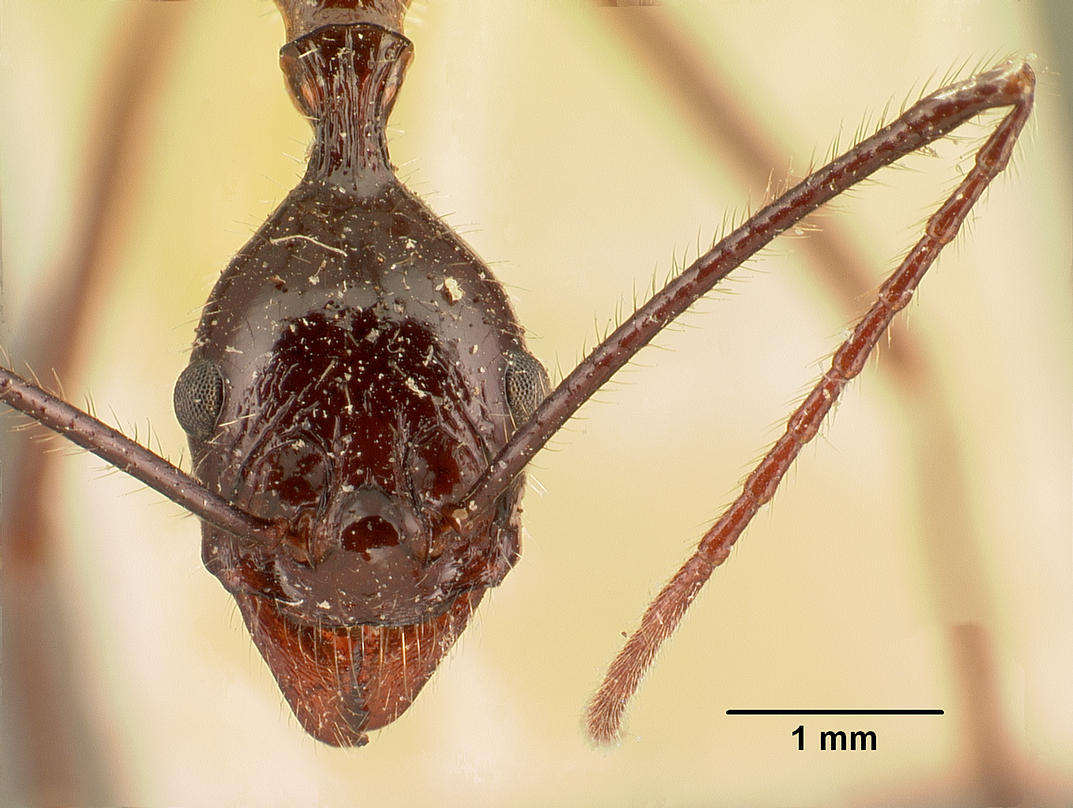
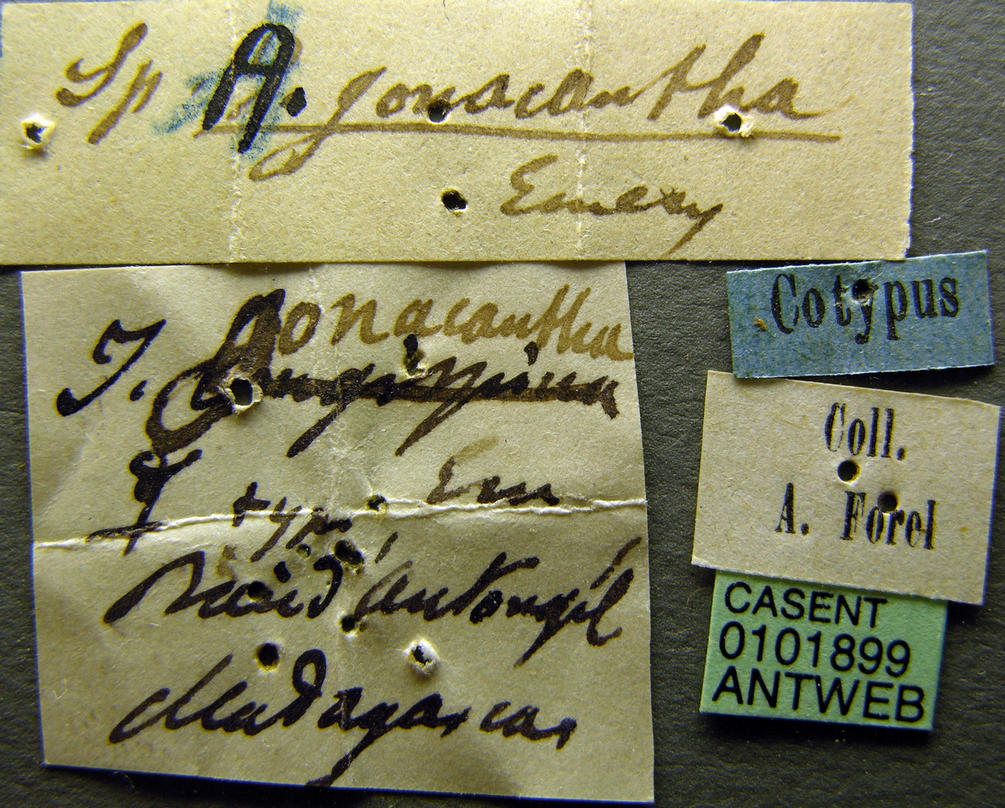
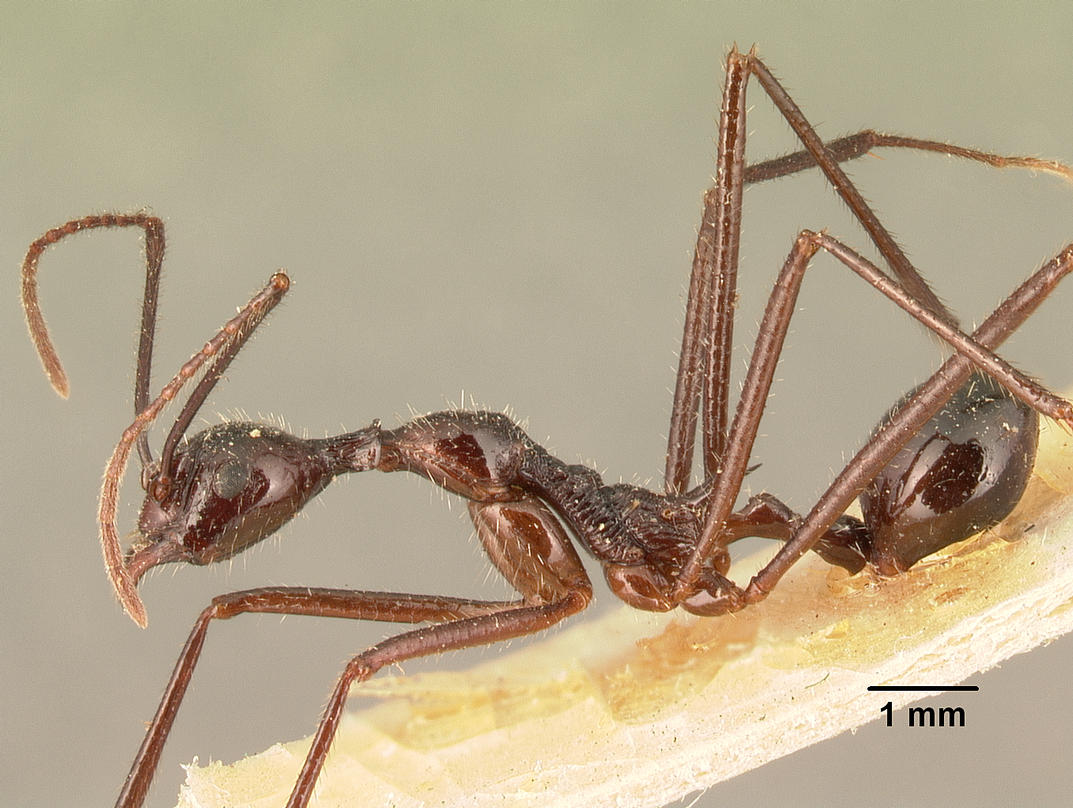
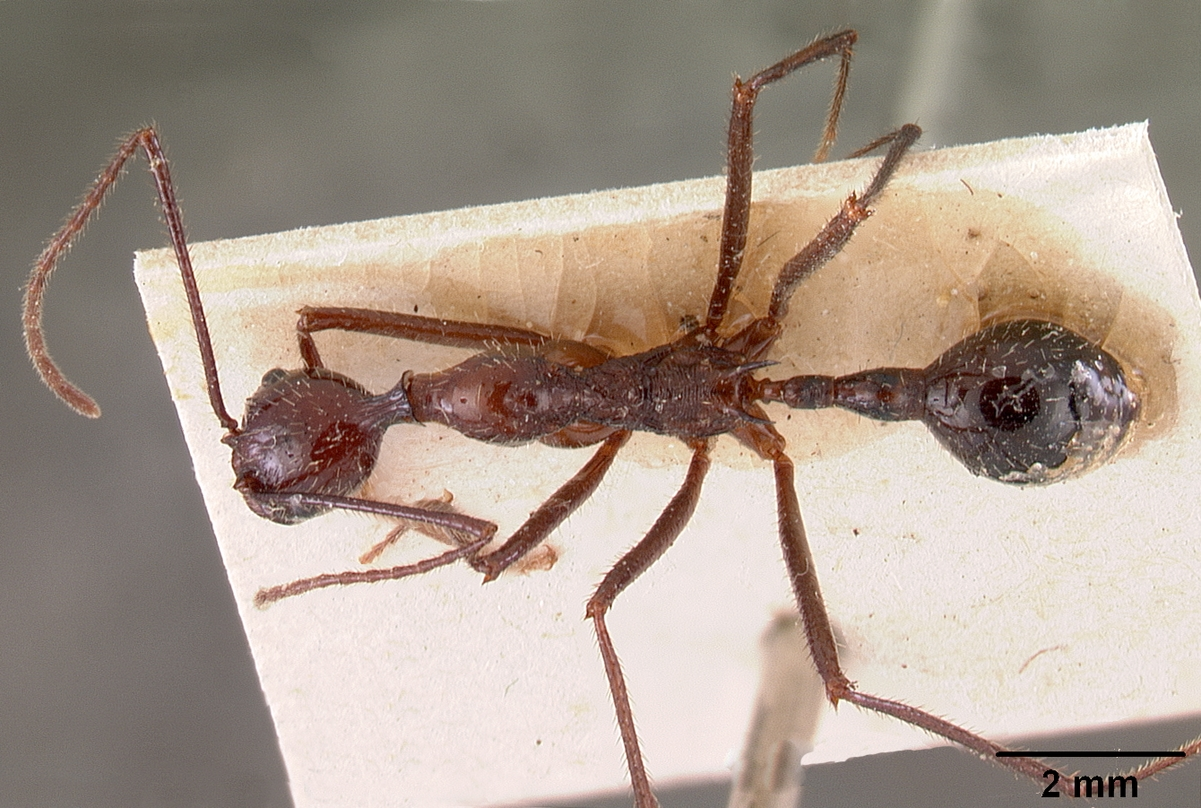